# Елісе Мертенс
Елісе Мертенс (нід. Elise Mertens, 17 листопада 1995) — бельгійська тенісистка, чемпіонка США та Австралії в парному розряді, колишня перша ракетка світу у парній грі.   
Свою першу перемогу в турнірах WTA-туру Мертенс здобула на Міжнародному турнірі у Гобарті у січні 2017 року.
Граючи в парі з Ан-Софі Месташ, Мертенс виграла ASB Classic 2016 у парному розряді.
На Відкритому чемпіонаті Австралії 2018 року Мертенс добралася до півфіналу, що є її найбільшим успіхом у турнірах Великого шлему в одиночному розряді.
Відкритий чемпіонат США 2019 в парному розряді Мертенс виграла, граючи з білоруською тенісисткою Ориною Соболенко. Разом вони виграли також Відкритий чемпіонат Австралії 2021 року, що дозволило їм очолити парний рейтинг WTA.

## Особисте життя
Мертенс народилася в Левені другою донькою в родині вчительки та виробника церковних меблів. Вона навчалася дома й з задоволенням опановувала мови, розмовляє крім фламандської французькою й англійською. Її старша сестра працює пілотом. Саме вона познайомила 4-річну Елісе з тенісом. Мертенс в дитинстві рівнялася на Жустін Енен та Кім Клейстерс. З 2015 року вона тренується в академії Клейстерс.

### Фінали турнірів Великого слема

#### Парний розряд: 7 (5 титулів, 2 поразки)
| Результат | Рік  | Турнір                                | Поверхня | Партнерка            | Супротивниці                          | Рахунок       |
| --------- | ---- | ------------------------------------- | -------- | -------------------- | ------------------------------------- | ------------- |
| Перемога  | 2019 | Відкритий чемпіонат США               | Хард     | Аріна Соболенко      | Вікторія Азаренко Ешлі Барті          | 7–5, 7–5      |
| Перемога  | 2021 | Відкритий чемпіонат Австралії         | Хард     | Орина Соболенко      | Барбора Крейчикова Катержина Сінякова | 6–2, 6–3      |
| Перемога  | 2021 | Вімблдонський турнір                  | Трава    | Сє Шувей             | Вероніка Кудерметова Олена Весніна    | 3–6, 7–5, 9–7 |
| Поразка   | 2022 | Wimbledon                             | Трава    | Чжан Шуай            | Барбора Крейчикова Катержина Сінякова | 2–6, 4–6      |
| Поразка   | 2023 | Wimbledon                             | Трава    | Сторм Гантер         | Сє Шувей Барбора Стрицова             | 5–7, 4–6      |
| Перемога  | 2024 | Australian Open (2)                   | Тверде   | Сє Шувей             | Людмила Кіченок Олена Остапенко       | 6–1, 7–5      |
| Перемога  | 2025 | Вімблдонський турнір, Велика Британія | Трава    | Вероніка Кудерметова | Сє Шувей Олена Остапенко              | 3–6, 6–2, 6–4 |

## Статистика виступів

### Історія виступів у одиночному розряді на турнірах Великого слема
| Турнір           | 2015 | 2016 | 2017 | 2018 | 2019 | 2020 | 2021 | 2022 | 2023 | 2024 | 2025 | Усп    | В–П   | %   |
| ---------------- | ---- | ---- | ---- | ---- | ---- | ---- | ---- | ---- | ---- | ---- | ---- | ------ | ----- | --- |
| ВЧ Австралії     | A    | К2   | A    | ПФ   | 3к   | 4р   | 4р   | 4р   | 3р   | 2р   | 2р   | 0 / 8  | 20–8  | 71% |
| ВЧ Франції       | A    | К3   | 3к   | 4к   | 3к   | 3р   | 3р   | 4р   | 4р   | 3р   |      | 0 / 8  | 19–8  |     |
| Вімблдон         | К3   | К2   | 1к   | 3к   | 4к   | НП   | 3р   | 4р   | 2р   | 2р   |      | 0 / 7  | 12–7  | 63% |
| ВЧ США           | К1   | 1к   | 1к   | 4к   | ЧФ   | ЧФ   | 4р   | 1р   | 3р   | 4р   |      | 0 / 9  | 19–9  | 68% |
| Виграші–програші | 0–0  | 0–1  | 2–3  | 13–4 | 11–4 | 9–3  | 10–4 | 9–4  | 8–4  | 7–4  | 1–1  | 0 / 32 | 70–32 | 69% |

### Історія виступів у парному розряді на тунірах Великого слема
| Турнір           | 2015 | 2016 | 2017 | 2018 | 2019 | 2020 | 2021 | 2022 | 2023 | 2024 | 2025 | Усп    | В–П   | %   |
| ---------------- | ---- | ---- | ---- | ---- | ---- | ---- | ---- | ---- | ---- | ---- | ---- | ------ | ----- | --- |
| ВЧ Австралії     | A    | A    | 2р   | 1р   | 3р   | ЧФ   | П    | ПФ   | ЧФ   | П    | 2р   | 2 / 9  | 25–7  | 78% |
| ВЧ Франції       | A    | A    | 1к   | 1к   | ПФ   | 2р   | 3р   | 3р   | 3р   | 2р   |      | 0 / 8  | 12–8  | 60% |
| Вімблдон         | A    | 2к   | 3к   | 3к   | ЧФ   | НП   | П    | Ф    | Ф    | ПФ   |      | 1 / 8  | 28–7  | -   |
| ВЧ США           | A    | A    | 2к   | ЧФ   | П    | ЧФ   | ЧФ   | 2р   | 1р   | 1р   |      | 1 / 8  | 16–6  | 73% |
| Виграші-програші | 0–0  | 1–1  | 4–4  | 5–4  | 15–3 | 6–3  | 16–2 | 12–3 | 10–4 | 11–2 | 1–1  | 4 / 33 | 81–28 | 74% |

## Фінали турнірів WTA

### Одиночний розряд 16 (10 титулів, 6 поразок)
| Результат | No.  | Дата     | Турнір                                        | Поверхня   | Супротивниця              | Рахунок       |
| --------- | ---- | -------- | --------------------------------------------- | ---------- | ------------------------- | ------------- |
| Перемога  | 1–0  | Січ 2017 | Міжнародний турнір Гобарту, Австралія         | Хард       | Моніка Нікулеску          | 6–3, 6–1      |
| Поразка   | 1–1  | Кві 2017 | Кубок Стамбулу, Туреччина                     | Ґрунт      | Еліна Світоліна           | 2–6, 4–6      |
| Перемога  | 2–1  | Січ 2018 | Міжнародний турнір Гобарту, Австралія         | Хард       | Міхаела Бузернеску        | 6–1, 4–6, 6–3 |
| Перемога  | 3–1  | Кві 2018 | Відкритий жіночий чемпіонат Лугано, Швейцарія | Ґрунт      | Аріна Соболенко           | 7–5, 6–2      |
| Перемога  | 4–1  | Тра 2018 | Відкритий чемпіонат Марокко                   | Ґрунт      | Айла Том'янович           | 6–2, 7–6(7–4) |
| Перемога  | 5–1  | Лют 2019 | Відкритий чемпіонат Катару                    | Хард       | Сімона Халеп              | 3–6, 6–4, 6–3 |
| Поразка   | 5–2  | Сер 2020 | Відкритий чемпіонат Праги, Чехія              | Ґрунт      | Сімона Халеп              | 2–6, 5–7      |
| Поразка   | 5–3  | 2020     | Linz Open, Австрія                            | Тверде (i) | Соболенко Арина Сергіївна | 5–7, 2–6      |
| Перемога  | 6–3  | 2021     | Gippsland Trophy, Австралія                   | Тверде     | Кая Канепі                | 6–4, 6–1      |
| Поразка   | 6–4  | 2021     | İstanbul Cup, Туреччина                       | Ґрунт      | Сорана Кирстя             | 1–6, 6–7(3–7) |
| Перемога  | 7–4  | 2022     | Jasmin Open, Туніс                            | Тверде     | Алізе Корне               | 6–2, 6–0      |
| Перемога  | 8–4  | 2023     | Jasmin Open, Туніс (2)                        | Тверде     | Жасмін Паоліні            | 6–3, 6–0      |
| Поразка   | 8–5  | 2024     | Hobart International, Австралія               | Тверде     | Емма Наварро              | 1–6, 6–4, 5–7 |
| Поразка   | 8–6  | 2025     | Hobart International, Австралія               | Тверде     | Маккартні Кесслер         | 4–6, 6–3, 0–6 |
| Перемога  | 9–6  | Лют 2025 | Singapore Open, Сінгапур                      | Тверде (i) | Енн Лі                    | 6–1, 6–4      |
| Перемога  | 10–6 | Чер 2025 | Libéma Open                                   | Трава      | Елена-Габрієла Русе       | 6–3, 7–6(7–4) |

### Парний розряд 36 (22 титули, 14 поразок)
| Результат | №     | Дата     | Турнір                                                           | Поверхня   | Партнерка                       | Суперниці                                      | Рахунок                  |               |
| --------- | ----- | -------- | ---------------------------------------------------------------- | ---------- | ------------------------------- | ---------------------------------------------- | ------------------------ | ------------- |
| Перемога  | 1–0   | Січ 2016 | Відкритий чемпіонат Окленду, Нова Зеландія                       | Хард       | Ан-Софі Месташ                  | Данка Ковинич Барбора Стрицова                 | 2–6, 6–3, [10–5]         |               |
| Поразка   | 1–1   | Кві 2017 | Кубок Стамбулу, Туреччина                                        | Ґрунт      | Ніколь Меліхар                  | Даліла Якупович Надія Кіченок                  | 6–7 (6–8) , 2–6          |               |
| Поразка   | 1–2   | Лип 2017 | Відкритий чемпіонат Бухаресту, Румунія                           | Ґрунт      | Демі Схюрс                      | Ірина-Камелія Бегу Ралука Олару                | 3-6, 3-6                 |               |
| Перемога  | 2–2   | Вер 2017 | Відкритий чемпіонат Гуанчжоу, КНР                                | Хард       | Демі Схюрс                      | Монік Адамчак Сторм Сендерз                    | 6–2, 6–3                 |               |
| Перемога  | 3–2   | Січ 2018 | Міжнародний турнір Гобарту, Австралія                            | Хард       | Демі Схюрс                      | Людмила Кіченок Макото Ніномія                 | 6–2, 6–2                 |               |
| Перемога  | 4–2   | Кві 2018 | Відкритий жіночий чемпіонат Лугано, Швейцарія                    | Ґрунт      | Кірстен Фліпкенс                | Віра Лапко Аріна Соболенко                     | 6–1, 6–3                 |               |
| Перемога  | 5–2   | Чер 2018 | Чемпіонат на трав'яних кортах Росмалену, Гертогенбос, Нідерланди | Трава      | Демі Схюрс                      | Кікі Бертенс Кірстен Фліпкенс                  | 3-3, відмова             |               |
| Поразка   | 5–3   | Чер 2018 | Бірмінгем Классік, Велика Британія                               | Трава      | Демі Схюрс                      | Тімеа Бабош Крістіна Младенович                | 6–4, 3–6, [8–10]         |               |
| Поразка   | 5–4   | Сер 2018 | Відкритий чемпіонат Цинциннаті, США                              | Хард       | Демі Схюрс                      | Луціє Градецька Катерина Макарова              | 2–6, 5–7                 |               |
| Перемога  | 6–4   | Вер 2018 | Відкритий чемпіонат Вуханю, КНР                                  | Хард       | Демі Схюрс                      | Андреа Сестіні Главачкова Барбора Стрицова     | 6–3, 6–3                 |               |
| Перемога  | 7–4   | Бер 2019 | Відкритий чемпіонат Індіан-Веллс, США                            | Хард       | Аріна Соболенко                 | Барбора Крейчикова Катержина Сінякова          | 6–3, 6–2                 |               |
| Перемога  | 8–4   | Бер 2019 | Відкритий чемпіонат Маямі, США                                   | Хард       | Аріна Соболенко                 | Саманта Стосур Чжан Шуай                       | 7–6(7–5), 6–2            |               |
| Перемога  | 9–4   | Вер 2019 | Відкритий чемпіонат США                                          | Хард       | Аріна Соболенко                 | Вікторія Азаренко Ешлі Барті                   | 7–5, 7–5                 |               |
| Поразка   | 9–5   | Вер 2019 | Відкритий чемпіонат Вуханю, КНР                                  | Хард       | Аріна Соболенко                 | Дуань Їнїн Вероніка Кудерметова                | 6–7(3–7), 2–6            |               |
| Перемога  | 10–5  | Жов 2020 | Ostrava Open, Чехія                                              | Тверде (i) | Соболенко Арина Сергіївна       | Габріела Дабровскі Луїза Стефані               | 6–1, 6–3                 |               |
| Перемога  | 11–5  | Лют 2021 | Відкритий чемпіонат Австралії з тенісу, Австралія                | Тверде     | Соболенко Арина Сергіївна       | Барбора Крейчикова Катержина Сінякова          | 6–2, 6–3                 |               |
| Перемога  | 12–5  | 2021     | İstanbul Cup, Туреччина                                          | Ґрунт      | Кудерметова Вероніка Едуардівна | Хібіно Нао Ніномія Макото                      | 6–1, 6–1                 |               |
| Перемога  | 13–5  | Лип 2021 | Вімблдонський турнір, Велика Британія                            | Трава      | Сє Шувей                        | Кудерметова Вероніка Едуардівна Олена Весніна  | 3–6, 7–5, 9–7            |               |
| Перемога  | 14–5  | Жов 2021 | Indian Wells Open, США (2)                                       | Тверде     | Сє Шувей                        | Кудерметова Вероніка Едуардівна Олена Рибакіна | 7–6(7–1), 6–3            |               |
| Поразка   | 14–6  | Лис 2021 | Фінал WTA, Мексика                                               | Тверде     | Сє Шувей                        | Барбора Крейчикова Катержина Сінякова          | 3–6, 4–6                 |               |
| Перемога  | 15–6  | Лют 2022 | Dubai Tennis Championships, UAE                                  | Тверде     | Кудерметова Вероніка Едуардівна | Кіченок Людмила Вікторівна Олена Остапенко     | 6–1, 6–3                 |               |
| Поразка   | 15–7  | Лют 2022 | Qatar Ladies Open, Катар                                         | Тверде     | Кудерметова Вероніка Едуардівна | Корі Гофф Джессіка Пегула                      | 6–3, 5–7, [5–10]         |               |
| Поразка   | 15–8  | Кві 2022 | Miami Open, США                                                  | Тверде     | Кудерметова Вероніка Едуардівна | Лаура Зігемунд Віра Звонарьова                 | 6–7(3–7), 5–7            |               |
| Поразка   | 15–9  | 2022     | Rosmalen Open, Нідерланди                                        | Трава      | Кудерметова Вероніка Едуардівна | Еллен Перес Тамара Зіданшек                    | 3–6, 7–5, [10–12]        |               |
| Поразка   | 15–10 | 2022     | Birmingham Classic, Велика Британія                              | Трава      | Zhang Shuai                     | Кіченок Людмила Вікторівна Олена Остапенко     | walkover                 |               |
| Поразка   | 15–11 | Лип 2022 | Wimbledon, Велика Британія                                       | Трава      | Zhang Shuai                     | Барбора Крейчикова Катержина Сінякова          | 2–6, 4–6                 |               |
| Перемога  | 16–11 | Лис 2022 | WTA Фінали, США                                                  | Тверде     | Кудерметова Вероніка Едуардівна | Барбора Крейчикова Катержина Сінякова          | 6–2, 4–6, [11–9]         |               |
| Перемога  | 17–11 | Тра 2023 | Мастерс Рим, Італія                                              | Ґрунт      | Сторм Гантер                    | Coco Gauff Джессіка Пегула                     | 6–4, 6–4                 |               |
| Поразка   | 17–12 | Лип 2023 | Wimbledon, Велика Британія                                       | Трава      | Сторм Гантер                    | Сє Шувей Барбора Стрицова                      | 5–7, 4–6                 |               |
| Перемога  | 18–12 | 2023     | Guadalajara Open Akron, Мексика                                  | Тверде     | Сторм Гантер                    | Габріела Дабровскі Ерін Рутліфф                | 3–6, 6–2, [10–4]         |               |
| Перемога  | 19–12 | Січ 2024 | Australian Open, Австралія (2)                                   | Тверде     | Сє Шувей                        | Кіченок Людмила Вікторівна Олена Остапенко     | 6–1, 7–5                 |               |
| Перемога  | 20–12 | Бер 2024 | Indian Wells Open, США (3)                                       | Тверде     | Сє Шувей                        | Сторм Гантер Катержина Сінякова                | 6–3, 6–4                 |               |
| Перемога  | 21–12 | Чер 2024 | Birmingham Classic, Велика Британія                              | Трава      | Сє Шувей                        | Като Мію Zhang Shuai                           | 6–1, 6–3                 |               |
| Поразка   | 21–13 | Кві 2025 | Mutua Madrid Open                                                | Ґрунт      | Вероніка Кудерметова            | Сорана Кирстя Ганна Калінська                  | 6–7(10–12), 6–2, [12–10] |               |
| Поразка   | 21–14 | Тра 2025 | Italian Open                                                     | Ґрунт      | Вероніка Кудерметова            | Сара Еррані Жасмін Паоліні                     | 6–4, 7–5                 |               |
| Перемога  | 22–14 | Чер 2025 | Вімблдонський турнір, Велика Британія                            | Grand Slam | Трава                           | Вероніка Кудерметова                           | Сє Шувей Олена Остапенко | 3–6, 6–2, 6–4 |

## Зовнішні посилання
- Досьє на сайті WTA [Архівовано 16 серпня 2020 у Wayback Machine.]

## Виноски
1. ↑  Player Profile // WTA website
2. ↑  Bergman, Justin (23 січня 2018). Unseeded Belgian Mertens reaches Australian Open semis. The Toronto Star (en-CA) . ISSN 0319-0781. Архів оригіналу за 24 січня 2018. Процитовано 25 січня 2018.
3. ↑  admin (13 січня 2018). Elise Mertens. WTA Tennis (англ.). Архів оригіналу за 25 січня 2018. Процитовано 25 січня 2018.